# 란디드노
란디드노 (웨일스어: [ɬanˈdɪdnɔ]는 영국 웨일스의 콘위 자치시에 있는 해안 휴양 도시이며 크레이딘 반도에 위치한다. 
2011년 영국 인구조사에 따르면, 펜린 만과 펜린사이드를 포함한 란디르노 지역에는 총 20,710명이 살고 있다.
란디드노는 웨일스 본토와 그레이트 옴 사이의 평지협에 있는 웨일스 내 최대 규모의 해안 휴양지로서, 일찍이 1864년부터 '웨일스 휴양지의 여왕'이란 명칭으로 부른다.